# クリス・ジェンキンス (音響技術者)
クリス・ジェンキンス（Chris Jenkins）は、アメリカ合衆国の音響技術者である。1979年以降、150本以上の映画に参加している。アカデミー賞録音賞を3度受賞している。

## 受賞とノミネート
| 賞           | 年   | 部門   | 作品名                            | 結果       |
| ------------ | ---- | ------ | --------------------------------- | ---------- |
| アカデミー賞 | 1985 | 録音賞 | 愛と哀しみの果て                  | 受賞       |
| アカデミー賞 | 1990 | 録音賞 | ディック・トレイシー              | ノミネート |
| アカデミー賞 | 1992 | 録音賞 | ラスト・オブ・モヒカン            | 受賞       |
| アカデミー賞 | 2008 | 録音賞 | ウォンテッド                      | ノミネート |
| アカデミー賞 | 2015 | 録音賞 | マッドマックス 怒りのデス・ロード | 受賞       |